# Texas central
Le Texas central ou centre du Texas, en anglais : Central Texas, est une région de l'État américain du Texas entourant Austin et approximativement bordée par San Saba à Bryan et de San Marcos à Hillsboro[pas clair]. Le Texas central chevauche et inclut une partie du Texas Hill Country et correspond à une désignation de section physiographique dans le plateau d'Edwards, dans un contexte géographique.
Le centre du Texas comprend les régions métropolitaines d'Austin-Round Rock (en), de Killeen-Temple-Fort Hood (en), de Bryan-College Station (en) et de Waco (en). Les régions métropolitaines d'Austin-Round Rock et de Killeen-Temple-Fort Hood sont parmi les zones métropolitaines qui connaissent la croissance la plus rapide de l'État.

## Comtés
Les comtés qui sont presque toujours inclus dans la région centrale du Texas sont les suivants (en rouge sur la carte) : 
- Comté de Bastrop
- Comté de Bell
- Comté de Blanco
- Comté de Burnet
- Comté de Coryell
- Comté de Gillespie
- Comté de Hays
- Comté de Lampasas
- Comté de Lee
- Comté de Llano
- Comté de Falls
- Comté de McLennan
- Comté de Milam
- Comté de Travis
- Comté de Williamson

Les comtés qui sont parfois considérés comme faisant partie du Texas central (en rose sur la carte) sont :
- Comté de Bandera
- Comté de Bexar
- Comté de Bosque
- Comté de Brazos
- Comté de Burleson
- Comté de Caldwell
- Comté de Comal
- Comté de Comanche
- Comté de Fayette
- Comté de Freestone
- Comté de Gonzales
- Comté de Guadalupe
- Comté de Hamilton
- Comté de Hill
- Comté de Kerr
- Comté de Kendall
- Comté de Kimble
- Comté de Leon
- Comté de Limestone
- Comté de Madison
- Comté de Mason
- Comté de Mills
- Comté de Robertson
- Comté de San Saba
- Comté de Washington
- Comté de Wilson

## Source de la traduction
- (en) Cet article est partiellement ou en totalité issu de l’article de Wikipédia en anglais intitulé « Central Texas » (voir la liste des auteurs).